# Ърбелско теке
Ърбелското теке (на албански: Teqeja e Helvetive) е халветийско теке, което се намира в дебърското село Ърбеле (Хербел), Република Албания. В 1970 година текето е обявено за културен паметник на Албания под № 23.